# Kenia Cano
Kenia Cano (Cuernavaca, 21 de junio de 1972) es una escritora y pintora mexicana. En 2010 fue ganadora del Premio Iberoamericano de Poesía Carlos Pellicer.

## Biografía
Es egresada de Ciencias y Técnicas en Comunicación, por el ITESM, en 1997 hizo un curso de Poesía Contemporánea Francesa en la Universidad de Marsella en Aix-en-Provence.
Tiene una maestría en Letras por el Centro de Investigación y Docencia en Humanidades del estado de Morelos. En 2010 hizo el curso de Museografía en el Centro Morelense de las Artes.

## Obra

### Literaria
Parte de su obra literaria ha sido incluida en antologías como: Anuario de poesía del Fondo de Cultura Económica, El sol desmantelado, Poesía erótica, Antología de letras, Les lieux de l'écriture, Árbol de variada luz. Antología de poesía mexicana actual, Espiral de los latidos, Efraín Huerta: el alba en llamas.
- Hojas de una sibarita indiscreta, (1994)
- Tiempo de hojas (1995)
- Oración de pájaros (2004)
- Del amor ileso (2008)
- Un animal para los ojos (2009)
- Poemas (2009)
- Las aves de este día (2009)

### Pictórica
Exposiciones Individuales
- 2012 Las Aves de Este Día. Galería Libertad, Querétaro.
- 2009 Estos Son los Pájaros. Jardín Borda, Cuernavaca, Morelos.
- 2008 Cuaderno de los Gansos y Otras Oraciones. LITM Gallery, Nueva York.
- 2007 Artkéo # 1. Galerie Aix-Positions, Aix-en-Provence, Francia.
- 2004 Oración de Pájaros. Zarco Galería, Cuernavaca, Morelos.
- 1997 Danzan Los Cuerpos Su Quietud Ociosa. MJC Belgard, Aix-en-Provence, Francia.

#### Exposiciones Colectivas
- 2013. Imagina Canadá. La Turbina Ololiuqui, Tepoztlán.
- 2012. Estado de Conciencia. La Turbina, Tepoztlán.
- Umbrales. La Turbina, Tepoztlán.
- En la suite de la culebra, Dibujos y poemas, Galería La Turbina Ololiuqui, Tepoztlán.
- 2011. Nocturno. La Turbina Ololiuqui, Tepoztlán.
- 2010 Sexo, texto, blanco, Galería La Turbina Ololiuqui, Tepoztlán.
- Vírgenes Santas, Vírgenes Locas. La Turbina, Tepoztlán.
- 2009 Salón de Arte Visual Contemporáneo. Jardín Borda, Morelos.
- 2007 H2O, Exposición Colectiva Itinerante de Acuarelistas de Morelos
- No Se Puede Vivir Sin Amar. La Casona Spencer, Cuernavaca, Morelos.

## Premios
- 2010. Premio Iberoamericano de Poesía Carlos Pellicer por Las aves de este día
- 2010. Primer premio en el salón de arte visual contemporáneo por Siete umbrales desde la antigua boca de maha devikayya
- 2009. Primer premio en el salón de arte visual contemporáneo por Me gustan más los gansos que se esconden en mi sueño
- 2002. Primer lugar en el salón estatal de la acuarela con el libro de poesía y pintura El templo de las visitaciones 2